# Giordano Gamberini
Pour les articles homonymes, voir Gamberini.
Giordano Gamberini (Ravenne, 1915 - Ravenne, le 30 juin 2003) est un écrivain italien, il fut grand maître du Grand Orient d'Italie de 1961 à 1970,.

## Publications
- Mille volti di massoni italiani (1975);
- Attualità della massoneria. Contenti gli operai ? (1978)
- Storia e costituzione della Repubblica Romana attraverso i manifesti (1981).